# 아이젠트라우트붓털쥐
아이젠트라우트붓털쥐 또는 레포산붓털쥐(Lophuromys eisentrauti)는 쥐과 붓털쥐속에 속하는 설치류이다. 카메룬 서부 지역의 레포 산에서만 발견된다.